# 油庫口蚵仔麵線
油庫口蚵仔麵線是臺灣一家以賣台灣特色小吃蚵仔麵線著名的小吃攤，正式登記名稱為油庫口小吃店，位於新北市板橋區文化路一段188巷。因店址附近曾是台灣中油的板橋油庫，故名油庫口，迄今店面仍保持台灣路邊攤的風貌。油庫口小吃店不只賣蚵仔麵線，也賣現烤香腸。

## 歷史與介紹
油庫口蚵仔麵線由兩位原為製作手工麵線的夫妻經營，兩人於1986年接手頂讓的路邊麵線攤店面，原無店名，由於店址附近曾是台灣中油的板橋油庫（今新北市立中山國民中學），故名油庫口。1995年，因生意日益興隆，決定註冊「油庫口」為商標。
2011年，因文化路店址房東有意賣房而在漢生東路開設新店面，後房東未成功售出，因此同時設有文化路總店及漢生分店。
由於生意太好，油庫口蚵仔麵線曾在2010年7月遭人勒索砸店，亦因附近車位難尋使顧客於店外紅線違停車輛，曾特別雇用店門守衛在警察取締時向店內客人通風報信。
2021年6月5日，漢生分店因2019冠狀病毒病疫情影響客源宣布停業。

## 外部連結
- 油庫口蚵仔麵線 （页面存档备份，存于）